# NGC 2569
NGC 2569 في الفهرس العام الجديد، هي مجرة، تقع في كوكبة السرطان. اكتشفت في 19 فبراير 1862 بواسطة هاينريش لويس دريست.

## روابط خارجية
- NGC 2569 على موقع ويكي سكاي: DSS2, SDSS, GALEX, IRAS, Hydrogen α, X-Ray, Astrophoto, Sky Map, Articles and images